# César Persiani
Cesare "César" Persiani, primeiro e único barão de Itiúba (Bolonha, c. 1803 — Gênova, 31 de dezembro de 1885), foi um médico italiano radicano no Brasil desde 1847. Serviu como cônsul do Brasil em Gênova. Recebeu o título de barão de Itiúba do imperador dom Pedro II em 1884.
Morreu enquanto ocupava o cargo de cônsul-geral do Brasil em Gênova.